# Адриан ван де Велде
Адриан ван де Велде (на нидерландски: Adriaan van de Velde) е нидерландски пейзажист, син на Вилем ван де Велде Стария и брат на мариниста Вилем ван де Велде Младия.
Адриан не искал да става маринист и затова се обучавал в студиото на пейзажиста Ян Вейнантс. Там той се запознава с Филипс Вауверман, за който се предполага, че му помага с изучаването на животните и че е упражнил силно благотворно влияние върху изкуството на ван де Велде. Заради бързия си напредък ван де Велде започва да помага на учителя си в рисуването на човешки фигури и животни. По-късно прави същата услуга и на Якоб ван Ройсдал и Мейндерт Хобема, както и на други свои съвременници. Според Хаубракен, когато ван де Велде умира той си е сътрудничел с Ян ван дер Хейден и Фредерик де Мухерон.
Любимата тема на ван де Велде са откритите пространства – пасища с животни и крайбрежни ивици. Животните той изобразява с голяма ловкост и прецизността на чертожник. Има и няколко малки зимни сцени с кънкьори, както и няколко платна с религиозна тематика („Снемането от кръста“).
Към днешна дата са оцелели и каталогизирани над 200 картини, както и около 20 офорта, някои от които са били завършени, когато ван де Велде е бил на около 14 години. В платната му присъства простота на изображението, но и голямо майсторство в оцветяването. Цветовете са блестящи и меки.

## Галерия
- „Животни край реката“ (1664), Лувър, Париж, Франция
- „Бикове и козли на ливада“ (1658), частна колекция
- „Девойка с дойна крава и кози пред хамбар“ (1672)
- „Крави на ливада“ (1658), Картинната галерия, Берлин, Германия
- „Фермата“ (1666), Берлин, Германия
- „Плажът в Схевенинген“ (1658), Държавен музей, Касел, Германия
- „Замръзнал канал с кънкьори и хокеисти“ (1668), Лувър, Париж, Франция
- „Забавление на леда“ (1669), Картинната галерия, Берлин, Германия
- „Гетсиманската молитва“ (1665), частна колекция
- „Благовещение“ (1667), Музей „Амстелкринг“, Амстердам, Холандия
- „Крава и три овци“ (втората половина на 17 век), Амстердамски музей